# Phycopterus
Phycopterus là một chi bướm đêm thuộc họ Erebidae được tìm thấy ở Chile, được Émile Blanchard miêu tả lần đầu ở Gay, 1852. Loài điển hình là P. flavellus, và hai loài khác, P. rubritincta và P. signariellus, đã được mô tả.